# Solanum humboldtianum
Solanum humboldtianum är en potatisväxtart som beskrevs av Granados-tochoy och Sandra Diane Knapp. Solanum humboldtianum ingår i släktet skattor som ingår i familjen potatisväxter. Inga underarter finns listade i Catalogue of Life.